# Saint-Pantaly-d'Ans

Saint-Pantaly-d'Ans este o comună în departamentul Dordogne din sud-vestul Franței. În 2009 avea o populație de 156 de locuitori.

## Evoluția populației
| An        | 1975 | 1982 | 1990 | 1999 | 2006 | 2009 |
| --------- | ---- | ---- | ---- | ---- | ---- | ---- |
| Populație | 180  | 167  | 160  | 156  | 162  | 156  |